# Manimal
Manimal est une série télévisée américaine en un pilote de 90 minutes et sept épisodes de 45 minutes, créée par Glen A. Larson et Donald R. Boyle et diffusée entre le 30 septembre et le 17 décembre 1983 sur le réseau NBC.
En France, la série a été diffusée du 26 juin au 9 août 1985 sur FR3. Rediffusion dans La Une est à vous du 5 mars 1988 au 24 février 1990 sur TF1, puis de retour de avril 1992 à août 1993 été 1991 dans À nous La Cinq sur La Cinq puis les autres programmes jusqu'en mars 1992 puis aussi de 1993 à 1994 sur France 3 et de 1994 à 1996 sur Monté-Carlo TMC. Dans Le mardi c'est permis du 16 juillet 1996 au 6 août 1996, et du 15 février 1997 au 29 décembre 1999 sur M6 et à partir de septembre 2000 sur France 3.
La courte vie de la série s'explique par sa diffusion face à Dallas sur CBS et une critique assez virulente dans la presse spécialisée.

## Synopsis
Des recoins les plus profonds de l'Afrique au plus haut sommet du Tibet, Jonathan Chase a étudié pendant de longues années les mystères indicibles de la nature et les liens entre les animaux et l'Homme. Détenteur d'un secret ancestral concernant la thérianthropie, il est désormais capable de se transformer en n'importe quel animal. Professeur à l'Université de New York, il aide également la police dans ses enquêtes. En compagnie de Ty, un ancien camarade de l'armée, et de Brooke, une séduisante policière, Jonathan « Manimal » Chase combat le crime.

## Distribution
- Simon MacCorkindale (VF : Richard Darbois) : Jonathan « Jessie » Chase
- Melody Anderson (VF : Maïk Darah) : Brooke McKenzie
- Michael D. Roberts (VF : Greg Germain/ Hervé Bellon uniquement dans l'épisode 7) : Tyrone « Ty » Earl
- Glynn Turman (VF : Greg Germain) : Tyrone « Ty » Earl (1er épisode)
- Reni Santoni (VF : Mario Santini) : Nick Rivera
- William Conrad (VF : Marc Cassot) : Le narrateur

## Épisodes

### Épisode 1:Manimal
- États-Unis : 30 septembre 1983 sur NBC
- France : 26 juin 1985 sur FR3

- Ursula Andress (VF : Béatrice Delfe) : Karen Jade
- Lloyd Bochner (VF : Jacques Thébault) : Jordon
- Ed Lauter (VF : Jacques Deschamps) : Colonel Hunter

### Épisode 2:Illusion
- États-Unis : 14 octobre 1983 sur NBC
- France : 28 juin 1985 sur FR3

- Christopher Stone (VF : Daniel Gall) : Ross
- Richard Lynch (VF : Alain Dorval) : Zoltan Gregory
- Jonathan Goldsmith : Felix Manning
- David Hess : William
- Christie Claridge : Jessica DeVere
- Bobby Jacoby : Billy
- Patrick Gorman : Le père de Billy
- Peter Fox (VF : Marc François) : Harris

### Épisode 3:La nuit du scorpion
- États-Unis : 21 octobre 1983 sur NBC
- France : 5 juillet 1985 sur FR3

- Glen Corbett : Sloan
- Doug McClure (VF : Marc Cassot) : Arnold Sipes
- Floyd Levine : (VF : Claude Joseph) Murdock
- Mary-Margaret Humes : Terri Sloan
- Carol Carrington : Directrice de la banque

### Épisode 4:La femme-louve
- États-Unis : 28 octobre 1983 sur NBC
- France : 12 juillet 1985 sur FR3

- Rick Jason (VF : Philippe Dumat) : Professeur Barta
- Michael McGuire : Stanford Longly
- Laura Cushing : Sarah Evers
- Gloria Stuart : La femme au bagage
- Abraham Gordon : Le photographe
- Mindy Seger : La femme du harem
- Steve Burton : Reporter

Notes : Dans l'épisode de Le Magicien « Enfant ou animal » (Endangered Species) épisode 11 a repris la même histoire et même dans Caraïbes offshore épisode 16 « Espèces menacées » (Endangered Species).

### Épisode 5:Un enjeu d'importance
- États-Unis : 4 novembre 1983 sur NBC
- France : 19 juillet 1985 sur FR3

- Tracy Scoggins : Kathy Bonahn
- Peter Brown (en) : Carl McGhan
- Ed Garrabrandt : Krebs
- Lew Horn : Harold Trout
- James Ingersoll : Lyle Wittington
- Gella Jacobson : Lisa Kelly
- David Sheiner : Sheldon Greentree

### Épisode 6:La Défense du morse
- États-Unis : 3 décembre 1983 sur NBC
- France : 26 juillet 1985 sur FR3

- Keenan Wynn (VF : Philippe Dumat) : Clancy "Némo" Morgan
- Lina Raymond : Lydia Avery
- Charles Hyman : Madgwick
- Bo Brundin : Cyrus Gipps
- Meeno Peluce : Corky Morgan

### Épisode 7:Le souffle du dragon
- États-Unis : 10 décembre 1983 sur NBC
- France : 2 août 1985 sur FR3

- George Kee Cheung : Kwan
- James Hong : Grand père Tan
- Lew Horn : Trout
- Nathan Jung : Tang
- Gerald Jann : Vendor
- Lloyd Kino : Monsieur Chang
- Frank Moon : Monsieur Evans
- Rummel Mor : Bobby Tan

### Épisode 8:La Légende de l'Ours de bronze
- États-Unis : 17 décembre 1983 sur NBC
- France : 9 août 1985 sur FR3

- Maggie Cooper : Maggie
- Clayton Day : Powell
- Jeff Corey : Zeke
- Fran Ryan : Sadie
- Robert Englund : Le tueur

## Retour du personnage
Le personnage de Jonathan Chase revient sur les écrans de télévision le temps d'un épisode crossover avec le super héros Night Man dans la série du même nom le 15 novembre 1998 (saison 02, épisode 06 : Manimal). À cette occasion, nous découvrons qu'il est père d'une charmante jeune femme, elle aussi douée de la capacité à se transformer en animal. Simon MacCorkindale reprend le rôle pour l'occasion. Night Man est aussi une création de Glen A. Larson mais reste à ce jour totalement inédite en France.

## Autour de la série
- Version  française: Le doublage franglais comporte une erreur : lors du 1er épisode, le Docteur Jonathan Chase insiste auprès du personnage de Melody Anderson pour qu'elle ne l'appelle plus « professeur » mais « J.C. » Les initiales de « Jonathan Chase ». En anglais, JC, se prononce « Djéci ». Or le doublage, et la narration qui introduit les épisodes suivants nomment le personnage « Jesse Chase ». Comme si « Jesse » était son prénom.
- Le professeur Chase (Simon MacCorkindale) se métamorphose en faucon et en panthère dans presque chaque épisode. Il arrive aussi de se transformer en un troisième animal, comme un cheval, dauphin, taureau, perroquet ou encore un ours, mais presque toujours hors-champ. À chaque fois, il déchire ses vêtements dans ses métamorphoses mais les retrouve intacts en reprenant forme humaine.
- Le docteur Chase est allergique à la pénicilline.
- Quatre épisodes supplémentaires en prévision ne furent jamais tournés faute de budget.
- Manimal a pu profiter du talent  de Stan Winston, véritable légende vivante des effets spéciaux et lauréat de quatre Oscars. Stan Winston a contribué au succès de films comme Terminator, Aliens le retour, Jurassic Park, Edward aux mains d'argent. Il a détenu également trois BAFTA Awards, deux Emmy Awards et plusieurs autres distinctions. Stan Winston est mort le 15 juin 2008 à Malibu des suites d'un cancer. Un hommage lui est d'ailleurs rendu dans le dernier Terminator sorti « en mémoire de Stan Winston »
- Le personnage de Tyrone change d’interprète entre le Pilote (Glynn Turman) et la suite de la saison (Michael D. Roberts).
- Le narrateur de la version originale n'est autre que William Conrad, vedette entre autres des séries Cannon et L'Homme à l'orchidée. Cet acteur prêta d'ailleurs sa voix « off » à de nombreuses autres productions.
- Ursula Andress fait une apparition dans l'épisode Pilote.
- En 2002, Manimal a été classé numéro 15 sur 50 des pires séries télévisées, selon un sondage de TV Guide (50 Worst TV Shows of All Time).
- Les intrigues des épisodes 4 et 5 (La Femme-Louve et Un Enjeu d'Importance) ont été recyclées trois ans plus tard, pour en tirer les scénarios de deux épisodes de la série télévisée Le Magicien. Le Cheval Travesti (épisode 6 du Magicien) et Enfant ou Animal (épisode 11) vont jusqu'à reprendre certaines scènes et dialogues à l'identique, en substituant les héros du Magicien à ceux de Manimal.
- Une erreur dans la logique de transformation s'est glissée dans la série. Lors de sa transformation en faucon, on voit la main du personnage se transformer progressivement en serre. Or, normalement, les serres sont les membres postérieurs des oiseaux. Ce sont donc ses pieds qui auraient dû se transformer en serres. Ses mains et bras auraient dû devenir les ailes.

## DVD
En France, l'intégralité de la série est sortie le 18 octobre 2012 en Coffret 3 DVD avec VF + VO - chez l'éditeur : Condor Entertainment